# Jacques-Louis Potgieter
Pour les articles homonymes, voir Potgieter.

a Compétitions nationales et continentales officielles uniquement.

Jacques-Louis Potgieter, né le 2 septembre 1984 à Pretoria, est un joueur sud-africain de rugby à XV qui évolue au poste de demi d'ouverture ou de centre.
Il joue pendant sa carrière avec trois clubs sud-africains, les Bulls, les Cheetahs et les Sharks, ainsi qu'avec quatre clubs français, l'Aviron bayonnais, l'US Dax, le Lyon OU et l'USA Perpignan.

## Biographie

### Débuts en Afrique du Sud
Jacques-Louis Potgieter étudie à Pretoria, à la Hennops Park Primary School puis à la Afrikaans Boys High School. En 2003, il évolue avec l'équipe des moins de 20 ans des Leopards, puis avec les Blue Bulls en 2004 et 2005.
Il joue ensuite au niveau senior à partir de 2006. Au niveau professionnel, il joue avec les Bulls en Super 15 puis signe en 2007 aux Cheetahs. En 2010, il effectue son retour chez les Bulls ; il est sacré cette année-là champion, remportant la finale de Super 14 après avoir pris part à la finale. L'année suivante, il change d’équipe et rejoint les Sharks.

### Carrière de joueur en Europe
Après la saison civile 2011, il rejoint l'Europe et s'engage en France avec le club de l'Aviron bayonnais en tant que joker médical en janvier 2012, avant de signer un contrat à temps plein la saison suivante.
Pour la saison 2013-2014, il s'engage pour une saison plus une optionnelle avec l'US Dax en Pro D2. À la suite de soucis familiaux, il choisit de rompre son contrat en accord avec le club et quitte l'effectif à l'issue de la 18e journée afin de rentrer en Afrique du Sud. Il signe là-bas un contrat avec son ancien club des Bulls.
À l'intersaison 2015, il retourne en France et rejoint le Lyon OU en Pro D2. Après avoir contribué à la remontée du club de Top 14, Potgieter s'engage en décembre 2016 pour les trois saisons à venir avec l'USA Perpignan.

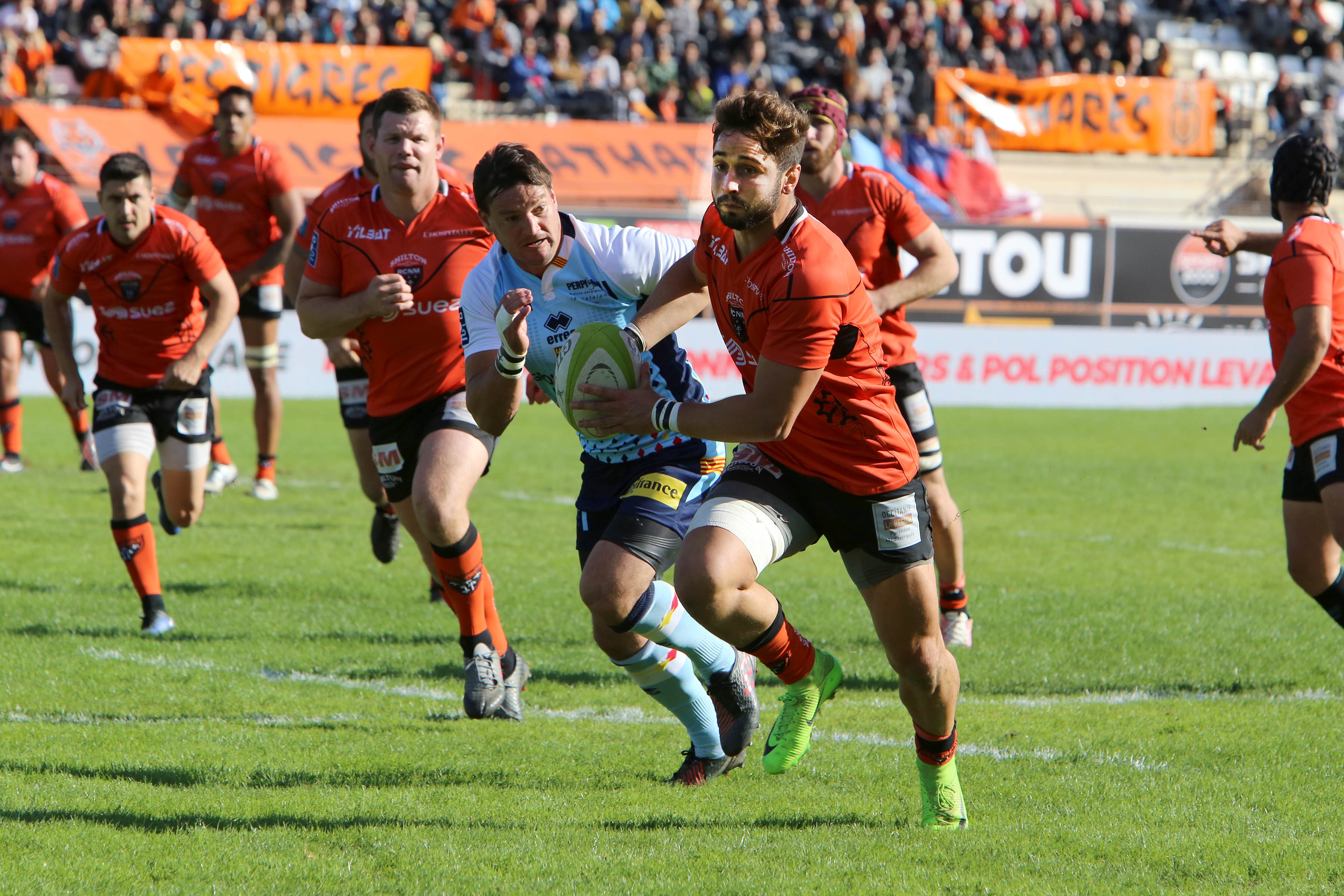
Potgieter finit sa carrière en tant que joueur sous le maillot de l'USA Perpignan, lors de la saison 2016-2017 (ci-contre en bleu contre le RC Narbonne).

Le 21 novembre 2017, Potgieter, alors âgé de 33 ans, annonce publiquement mettre un terme à sa carrière avec effet immédiat, en raison « d'une grave maladie, qui n'a rien à voir avec la pratique du rugby » ; cette dernière est détectée après sa rencontre jouée quelques jours plus tôt en championnat contre le FC Grenoble, interrompue par un KO qui a conduit à des examens « approfondis » avec un neurochirurgien,. Il révèlera plus tard être sujet à une tumeur du cerveau, pour laquelle il sera opéré en 2018.

### Reconversion en tant qu'entraîneur
Inscrit au CREPS de Montpellier afin de passer son diplôme d'entraineur et après une première expérience d'observation auprès de l'USAP, son dernier club, il officialise sa reconversion, prenant en charge en Fédérale 3 le club du SC Leucate à compter de la saison 2021-2022, tout en intervenant auprès des cadets de l'USAP. La saison suivante, il fait son retour auprès de l'équipe professionnelle de Perpignan en tant que spécialiste de jeu au pied,. Il encadre également les arrières des espoirs catalans à partir de la saison 2023-2024, auprès de Jean-Pierre Pérez responsable des avants.

## Palmarès
- Super 14 :
  - Champion : 2010 avec les Bulls.
- Currie Cup :
  - Vainqueur : 2006 avec les Blue Bulls[Note 1].
  - Finaliste : 2009 avec les Free State Cheetahs[Note 1], 2011 avec les Natal Sharks[Note 1].
- Championnat de France de rugby à XV de 2e division :
  - Champion : 2016 avec le Lyon OU, 2018 avec l'USA Perpignan[Note 1].